# ميليسا مادن غراي
ميليسا مادن غراي (بالإنجليزية: Melissa Madden Gray)‏ هي راقصة وممثلة أسترالية، ولدت في 23 يونيو 1978 في كانبرا في أستراليا.

## وصلات خارجية
- الموقع الرسمي
- ميليسا مادن غراي على موقع IMDb (الإنجليزية)
- ميليسا مادن غراي على موقع ميوزك برينز (الإنجليزية)
- ميليسا مادن غراي على موقع قاعدة بيانات الفيلم (الإنجليزية)